# Osnabrück (district)
Districtul Osnabrück este un district rural (Kreis) din landul Saxonia Inferioară, Germania. Are capitala în orașul Osnabrück.
1. ↑  Bundesgesetzblatt, 27 septembrie 2004, p. 2350
2. 1 2 3  GeoNames